# Epipenaeon ingens
Epipenaeon ingens är en kräftdjursart som beskrevs av Giuseppe Nobili 1906. Epipenaeon ingens ingår i släktet Epipenaeon och familjen Bopyridae.

## Underarter
Arten delas in i följande underarter:
- E. i. latifrons
- E. i. ingens